# Магурича (Бузау)
Магурича (рум. Măguricea) насеље је у Румунији у округу Бузау у општини Панатау. Oпштина се налази на надморској висини од 600 m.

## Становништво
Према подацима из 2002. године у насељу је живело 167 становника, од којих су сви румунске националности.